# Niedziela (film 2008)
Niedziela (oryg. Sunday) – bollywoodzki film z 2008 roku, w którym komedia przeplata się z thrillerem. W rolach głównych Ayesha Takia, Ajay Devgan, Arshad Warsi i Irrfan Khan. Reżyserował Rohit Shetty, autor filmów Szalona przyjaźń i Zameen. Film jest remakiem filmu w telugu Anukokunda Oka Roju. To historia dziewczyny o imieniu Sehar, która nie pamięta pewnej niedzieli. Jej tajemnicę próbuje rozwikłać pewien policjant. Tłem historii – Delhi.

## Motywy indyjskiego kina
- zdrada * zabójstwo * Delhi (Rang De Basanti * narkotyki * pościg (Company, Bobby) * łapówka (Nijam, Anniyan) * relacja matki i córki * aranżowanie małżeństwa *  skorumpowana policja * studio filmowe * motor * dyskoteka * oszust * szpital * utrata pamięci (Yakeen) * wypadek samochodowy * taksówkarz  (Taxi Number 9211, Wszystko dla miłości) * patriotyzm indyjski * przemoc policji * bójka * akcenty chrześcijańskie * relacje "biali"- Indusi (Kisna, Rang De Basanti, Banaras – A Mystic Love Story) * choroba * homoseksualizm * zakochani * handel narkotykami * świadek zabójstwa (Paap) * zlecone zabójstwo * porwanie * relacja ojca i syna * aresztowanie * przemiana łajdaka

## Fabuła
Policja delhijska próbuje znaleźć mordercę pewnej dziewczyny. Przy tej okazji inną dziewczynę, podstawiającą głosy w filmach rysunkowych Sehar (Ayesha Takia) zaczynają osaczać obcy jej ludzie. Szofer taksówki (Arshad Warsi) dopomina się opłaty za kurs, którego ona nie pamięta. Niedoszły aktor (Irrfan Khan) widzi w niej ducha. Jacyś ludzie próbują ją zabić. Policjant (Ajay Devgan), którego widzi po raz pierwszy w życiu, podejrzanie dużo o niej wie. W komórce ma nagrane rozmowy, które ją przerażają. Co zdarzyło się w niedzielę, której zupełnie nie pamięta?...

## Obsada
- Ajay Devgan – oficer policji Rajveer Randhava
- Ayesha Takia – Sehar Thapar
- Arshad Warsi – Ballu
- Irrfan Khan – Kumar

## Muzyka i piosenki
- Missing Sunday
- Pyar To Hona Hi Hai
- Loot Liya
- Kashmaksh
- Manzar
- Sunday Theme
- Kashmaksh-Remix
- Pyar To Hona Hi Hai-Remix
- Missing Sunday-Remix